# Open Quimper Bretagne Occidentale 2011
L'Open Quimper Bretagne Occidentale 2011, noto anche come Open EuroEnergie de Quimper, è stato un torneo professionistico di tennis maschile giocato sul cemento indoor. È stata la 1ª edizione del torneo e faceva parte dell'ATP Challenger Tour nell'ambito dell'ATP Challenger Tour 2011. Si è giocato a Quimper in Francia dal 7 al 13 febbraio 2011.

## Partecipanti

### Teste di serie
| Giocatore | Nazionalità           | Ranking* | Testa di serie |
| --------- | --------------------- | -------- | -------------- |
| Francia   | Nicolas Mahut         | 118      | 1              |
| Irlanda   | Conor Niland          | 131      | 2              |
| Francia   | Vincent Millot        | 149      | 3              |
| Francia   | Josselin Ouanna       | 167      | 4              |
| Spagna    | Roberto Bautista Agut | 180      | 5              |
| Francia   | Augustin Gensse       | 189      | 6              |
| Francia   | Olivier Patience      | 196      | 7              |
| Francia   | David Guez            | 197      | 8              |

- Ranking al 31 gennaio 2011.

### Altri partecipanti
Giocatori che hanno ricevuto una wild card:
- Charles-Antoine Brézac
- Jonathan Eysseric
- Nicolas Mahut
- Ludovic Walter

Giocatori passati dalle qualificazioni:
- Kenny de Schepper
- Nicolas Renavand
- Mathieu Rodrigues
- Maxime Teixeira

## Campioni

### Singolare
David Guez ha battuto in finale  Kenny de Schepper con il punteggio di 6–2, 4–6, 7–6(5)

### Doppio
James Cerretani /  Adil Shamasdin hanno battuto in finale  Jamie Delgado /  Jonathan Marray con il punteggio di 6–3, 5–7, [10–5]